# Toneńke
Toneńke (ukr. Тоненьке) – wieś na Ukrainie, w obwodzie donieckim, w rejonie pokrowskim, w hromadzie Oczeretyne. W 2001 liczyła 320 mieszkańców.

## Demografia językowa
Według spisu powszechnego z 2021 roku:
- język ukraiński — 65.94%
- język rosyjski — 33.44%
- język polski — 0.31%